# Eimen
Eimen er en kommune i den østlige del af Landkreis Holzminden i den tyske delstat Niedersachsen, med 952 indbyggere (2012), og er en del af amtet Eschershausen-Stadtoldendorf.

## Geografi
I kommunen ligger, ud over hovedbyen Eimen, også landsbyerne Mainzholzen og Vorwohle.